# Кордон (Калмыкия)
Кордон — посёлок в Ики-Бурульском районе Калмыкии, в составе Кевюдовского сельского муниципального образования. Посёлок расположен примерно в 9 км к югу от посёлка Кевюды.

## История
Дата основания не установлена. Посёлок обозначен на карте Генштаба СССР 1984 года. На карте 1989 года указан как посёлок, насчитывающий около 160 жителей.

## Население
| 1989 | 2002 | 2010 | 2012 |
| ---- | ---- | ---- | ---- |
| 160  | ↘76  | ↘64  | ↘52  |

Национальный состав
Согласно результатам переписи 2002 года большинство населения посёлка составляли чеченцы (53 %) и даргинцы (35 %)